# أنواع الأشجار المحلية في لبنان والبلدان المجاورة (كتاب)
نواع الأشجار المحلية في لبنان والبلدان المجاورة  (بالإنجليزية: Native trees of lebanon and neighboring countries)‏ هو تصنيف ودراسة علمية عن الغطاء النباتي في لبنان ودول الشام المجاورة، كتاب يمكن اعتباره دليلا مفصلا للمتخصّصين والهواة عن الغطاء النباتي في لبنان وما جاوره من دول.
 وهو إنتاج علمي معرفي أغنى الخزانة اللبنانية والشرق أوسطية عن علم النبتات في لبنان، وهو صادر عن منشورات جامعة سيدة اللويزة، وهو ثمرة تعاون مشترك بين سيدتين لبنانيتين، الدكتورة والباحثة في جامعة كامبريدج ببريطانيا إلسا ستّوت، التي تتابع حالياً برنامجاً يعزّز القدرات المتعلقة بالقيادة والريادة في مجالات الحفاظ على التنوع البيولوجي، ,وحاصلة على ماجستير بالتنوع البيولوجي ودكتورة بعلم النبات الزراعي، كما حاضرت سابقاً في كل من جامعة الكسليك وسيدة اللويزة، والدكتورة في علم البستنة وعلوم المحاصيل من جامعة أوهايو في الولايات المتحدة والهندسة الزراعية والماجستير في علوم النبات من الجامعة الأميركية في بيروت هالة زهر الدين، وهو الأول من نوعه في منطقة الشرق الأوسط.

## فكرة عامة
يتطرق الكتاب إلى مكونات التنوع البيولوجي في الشرق الأوسط وخصوصاً البحر المتوسط، ويشير إلى اهمية اعتماد نظرة شمولية لتفاعل الانظمة الايكولوجية والانسان وتأثير الديناميكية الاجتماعية على التنوع البيولوجي، والنظم الايكولوجية والمناظر الطبيعية، من حيث استخدامات الثروات الطبيعية، وتبيان ثقافة المجتمعات. كما يسلط الضوء على أنواع المخاطر التي يمكن أن تتهدد المنطقة من خلال الاستعمالات الخاطئة للزراعة والتشجير واستنزاف الثروات الطبيعية وتواجد بعض أنواع الطيور وهجرتها أو فقدانها نهائياً في المنطقة مع حصول تغييرات في معالم الفيزيوغرافيا والبيولوجية.
ويتضمن الكتاب شرحاً لأكثر من 60 نوعاً من الأشجار المحلية المتوافرة في لبنان، سوريا، الأردن، فلسطين وتركيا، إذ غاص في تفصيل كل نوع منها وتوصيف خصائصه من زهر، ولحاء الجزع، وشكل الشجرة، وفصول زرعها وموسم إنباتها وتكاثرها، ونوعية الطيور التي يمكن أن تعشش فيها، كما تناول رمزيتها في الاساطير وقصصها في لبنان وغيره من الدول المجاورة، وكيفية زرعها والبيئة التي تناسبها وان كان جنسها مهدداً أو من النوع النادر وطرق استعمالها والمحافظة عليها وأسلوب تطعيمها للإكثار منها محلياً وقيمتها اقتصادياً.

## التدقيق والتعددية اللغوية في المصطلحات العلمية
نجد في الكتاب اسم الثمرة أو الشجرة باللغة اللاتينية ومقابلها بالإنجليزية والفرنسية والعربية، مثلاً كلمة خروب: باللغة الفرنسيةCAROUBIER وباللغة الإنكليزية CAROB وباللغة اللاتينية Ceratonia Siliqua l.. إضافة إلى معجم للمصطلحات التقنية والعلمية في الكتاب، وخرائط لمختلف الغابات وصور ورسوم بيانية تبين توزيع اماكن نمو الاشجار وخصائصها في المحميات.